# Ftalogrönt

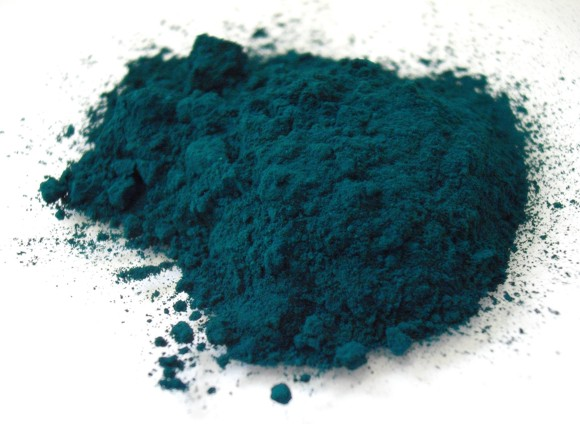
Pigment Green 7 (blåtonad)

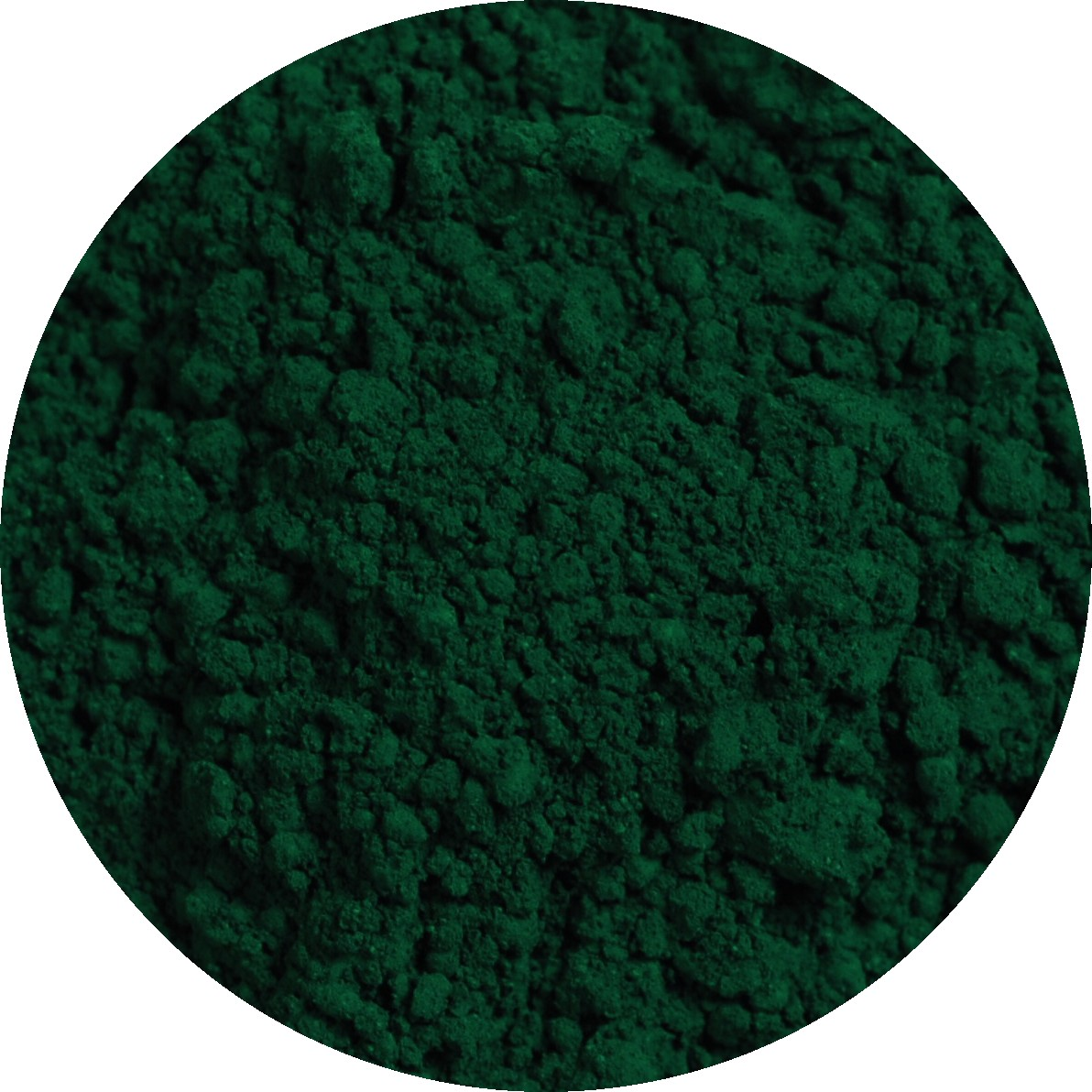
Pigment Green 36 (gultonad)

Struktur, Pigment Green 7

Ftalogrönt, eller ftalocyaningrönt, även kallade monastralgrönt, är syntetiska, organiska pigment. De är polyklorerade kopparftalycyaniner som fås genom klorering av ftaloblått.
Ftalogrönt finns tillgängligt i två huvudnyanser av grönt, dels en blåtonad, dels en gultonad. Båda är transparenta med stor färgstyrka och har utmärkt ljusäkthet.
- C.I. Pigment Green 7 (74260) – blåtonad (blue shade)
Ftalogrönt i den blåare nyansen är polyklorkopparftalycyanin utan brom.[2] Den har den mörkare masstonen av de två ftalogröna pigmenten. Det är också den mest använda av dem.[1] Det är ett av de pigment som normalt ingår i färgtillverkarnas brytsystem för målarfärg.[3]

- C.I. Pigment Green 36 (74265) – gultonad (yellow shade)
Med en del av kloret ersatt av brom, får ftalogrönt en gulaktig dragning.[4] Ju högre andel brom, desto gulare blir tonen.[5]